# Sainte-Agnès (Jura)
Sainte-Agnès település Franciaországban, Jura megyében. Lakosainak száma 364 fő (2022. január 1.). Sainte-Agnès Cesancey, Val-Sonnette és Trenal községekkel határos.

## Népesség
A település népessége az elmúlt években az alábbi módon változott:
| Lakosok száma | 224  | 240  | 301  | 296  | 351  | 355  | 355  | 355  | 355  | 364  |
|               | 1968 | 1982 | 1990 | 2006 | 2013 | 2015 | 2017 | 2019 | 2020 | 2022 |